# Heinrich Christian Horn
Heinrich Christian Horn (* 24. Oktober 1837 in Kiel; † 7. Juni 1899 in Schleswig) war ein deutscher Unternehmer.

## Leben

### Familie
Heinrich Christian Horn war der Sohn eines Brauers und Getreidehändlers aus Kiel.
Er war verheiratet und hatte vier Kinder:
- Franz Horn;
- Henry Horn;
- Minna Horn;
- Marie Horn.

### Werdegang

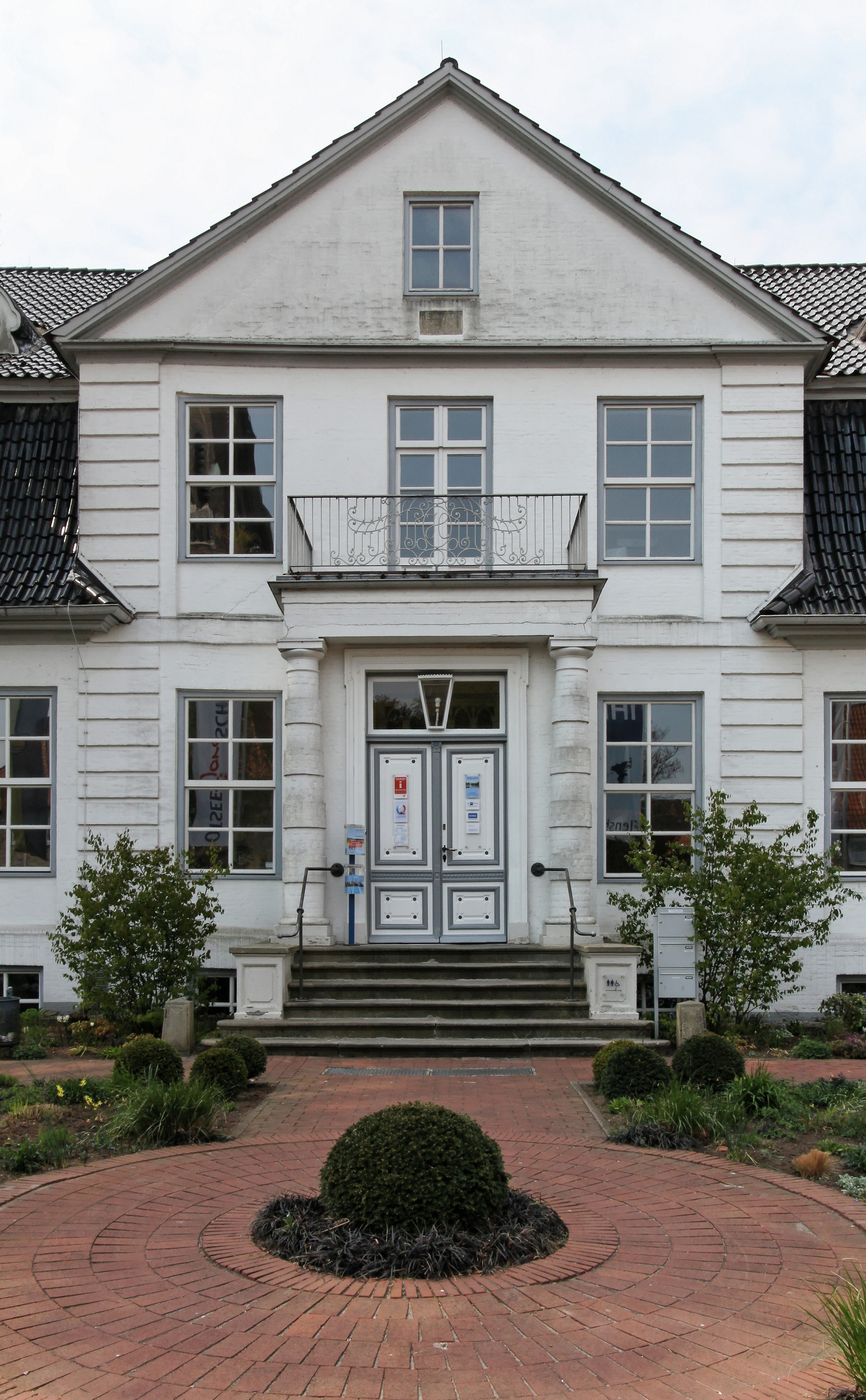
Plessenhof

Heinrich Christian Horn folgte 1860 seiner Schwester nach Schleswig, die mit dem Schleswiger Bierbrauer Christian Blöcker verheiratet war und wurde Geschäftspartner seines Schwagers, der eine Brauerei von der Hotelbesitzerin Doris Esselbach erworben hatte.
1864 machte er sich mit seinem Unternehmen H. C. Horn mit einer Zündholzfabrikation selbständig und erweiterte nach einigen Jahren sein Betätigungsfeld, wozu auch bald die Handlung von Steinkohlen und Cokes, Holzkohlen und feuerfesten Mauersteinen en gros und en detail gehörte. Der rasch expandierende Vertrieb von Kohlen, die aus England importiert wurden, führte zu einem intensiven Kontakt seinerseits zur Frachtschifffahrt.
Heinrich Christian Horn, der seit 1871 schwedisch-norwegischer Konsul war, übernahm 1879 mit der Horn-Linie die Schlei-Schifffahrt mit drei kleinen Schiffen, die Güter und Passagiere auf der Schlei beförderten.
Den entscheidenden Schritt zum Großreeder tat er am 27. September 1882, als er zu einer Zusammenkunft zur Bildung einer Frachtdampfschiffsreederei einlud. Die Versammlung beschloss einmütig, den Bau eines großen Schiffes, welches nicht nur in der Ostsee, sondern auch in der Nordsee verkehren und darüber hinaus den Frachtenmark aufsuchen soll.
Als erstes Schiff der neuen Reederei lief am 21. August 1883 in Vegesack die Stadt Schleswig vom Stapel. Das Schiff war 51 m lang und mit 535 Bruttoregistertonnen vermessen. Es fuhr unter anderem auch nach Libau und transportierte von dort russisches Getreide in die Nordseehäfen und ab 1887 Kohle aus Leith vom Firth of Forth nach Schleswig; damit begründete Horn seinen Linien-Betrieb, der in schnellen Schritten expandierte.
Zu seinem Firmenimperium gehörte ferner die Schleswiger Gasanstalt, die er 1892 als Werk erworben und saniert hatte.
Als er starb, verfügte die Reederei über neun Schiffe. Seine Söhne Henry und Franz übernahmen die Reederei und führten diese fort. Später schied Franz Horn aus dem Unternehmen aus und unter der Regie von Henry Horn wuchs die Flotte zu einer der bedeutendsten in ganz Deutschland. 1910 waren 38 Horn-Dampfer mit zusammen 77.500 Bruttoregistertonnen weltweit im Einsatz; gelenkt wurde das Unternehmen von ihrem Sitz im sogenannten Plessenhof in Schleswig.